# Aeranthes parkesii
Aeranthes parkesii är en orkidéart som beskrevs av Graham Williamson. Aeranthes parkesii ingår i släktet Aeranthes och familjen orkidéer. Inga underarter finns listade i Catalogue of Life.